# Riedelia alata
Riedelia alata är en enhjärtbladig växtart som beskrevs av Theodoric Valeton. Riedelia alata ingår i släktet Riedelia och familjen Zingiberaceae. Inga underarter finns listade i Catalogue of Life.